# 瓦西里·洛马琴科
瓦西里·阿纳托利耶维奇·洛马琴科（羅馬化：Vasyl Anatoliiovych Lomachenko；1988年2月17日—），乌克兰职业拳击运动员。他曾经在三个不同重量级获得世界冠军：2014年/2015年获得世界拳击组织羽量级冠军、2016年/17年获得超羽量级冠军、2018年至2020年10月世界拳击组织、世界拳击理事会和《拳台》杂志统一轻量级冠军。
洛马琴科是最成功的业余拳击运动员之一，创赢396次输1次的记录，而且此后他两次击败那次战胜他的人。在羽量级和轻量级比赛中他获得2007年世界拳击锦标赛银牌、2008年欧洲拳击锦标赛金牌、2008年和2012年夏季奥林匹克运动会金牌、2009年和2011年世界拳击锦标赛金牌。他的出手速度、控制时机、精确度、运动能力、防御和足功都是超群和知名的。
2013年洛马琴科首次步入职业拳击手的生涯。在三次职业拳击比赛后他就获得羽量级世界冠军，因此他和盛塞·芒素林分享以最少次数比赛获得世界冠军的记录。除了第一场比赛外所有他的职业比赛都是冠军赛。他的第二场职业比赛就已经是一场主赛。
在他的拳击生涯里洛马琴科获得多项媒体奖赏。《拳台》和ESPN授予他2013年年度新生的称号；2016年CBS體育授予他年度拳击手的称号；2016年和17年HBO体育授予他年度拳击手的称号；2017年《拳台》和美国哦拳击记者协会授予他年度战斗者的称号。
2020年10月洛马琴科被美国拳击记者协会的P4P排名列为世界第2强拳击手、被ESPN列为第6强、被《拳台》列为第7强、TBRB列为第10强。BoxRec、TBRB、《拳台》杂志和ESPN都把他列为轻量级世界第2名拳击手。
2022年俄罗斯入侵乌克兰期间，他从希腊返回乌克兰，加入了乌克兰军队。

## 早年生活
从小洛马琴科就受到他父亲的训练。他说假如他的父亲不是拳击教练的话他可能会选择职业冰球生涯。2017年鲍勃·阿鲁姆说洛马琴科的父亲首先要求他的儿子参加传统乌克拉舞蹈的课之后才允许他接受拳击训练。但是在接受拳击训练前洛马琴科首先从事体操运动。

## 业余生涯
在2007年的芝加哥世界拳击锦标赛上洛马琴科在第一轮击败阿布内尔·科托，随后击败西奥多罗斯·帕帕佐夫、米哈伊尔·伯尔纳茨基、阿图罗·桑托斯·雷耶斯，在半决赛上击败李洋，最后在决赛中以11：16输给同样使用左架站位的俄罗斯运动员阿尔伯特·萨利莫夫。
2008年洛马琴科在北京的奥运会上获得金牌。在他的第一次成年人级别比赛中他以58：13遥遥领先的成绩击败了五名对手，他的分数比他的五名对手总共的分数高出令人吃惊的45分。他被评为出色拳击运动员，获得瓦尔·巴克奖杯。此外他在当年还在利物浦获得欧洲锦标赛冠军。
2009年洛马琴科在米兰赢得世界锦标赛冠军。2011年國際拳擊總會取消羽量级后他在巴库参加轻量级世界锦标赛。他赢得第一枚连续两季的金牌，并且称为两个重量级冠军。
虽然他被迫升级到轻量级，但是在伦敦2012年奥运会上他赢得了他的第二枚连续两季金牌，称为少见的两个重量级奥运会冠军。他以19：9战胜南朝鲜韩淳哲，成为第二次很可能获得瓦尔·巴克奖杯的选手，这个成绩至今为止还没有人能够获得。最后哈萨克斯坦沉量级金牌获得者塞里克·萨皮耶夫获得了瓦尔·巴克奖杯。
在他的业余生涯里他一共赢得396场，仅仅输给阿尔伯特·萨利莫夫一场，此后他两次战胜阿尔伯特·萨利莫夫。2017年11月拳击网站The Sweet Science做了一次为时数周的民意调查，网民可以选举最好的业余拳击手。除洛马琴科外，另外5名被选的运动员为：拉斯洛·帕普、特奥菲洛·史蒂文森、费利克斯·萨文、马克·布雷兰德和吉列尔莫·里贡多。虽然没有人能够获得绝大多数选票，但是洛马琴科获得了近三分之一的选票，因此是获得选票最多的人，获得相对多数。
| 2007年 - 胜阿布内尔·科托（波多黎各）26-9 - 胜西奥多罗斯·帕帕佐夫（希腊）19-5 - 胜米哈伊尔·伯尔纳茨基（白俄罗斯）21-6 - 胜阿图罗·桑托斯·雷耶斯（墨西哥）裁判停止比赛 3(0:25) - 胜李洋（中国）14-13 - 负阿尔伯特·萨利莫夫（俄罗斯）11-16 2009年 - 胜马里奥·阿列克西奇（ 波斯尼亚和黑塞哥维那）16–2 - 胜克雷格·埃文斯（威尔士）15–1 - 胜布兰米尼尔·斯坦科维奇（塞尔维亚）8–2 - 胜奥斯卡·巴尔德斯（墨西哥）12–1 - 胜瑟盖·沃多甫雅诺夫（俄罗斯）12–1 2011年 - 胜洛马利托·摩拉（東加）裁判停止比赛 1(2:06) - 胜何塞·拉米雷斯（美国）16–9 - 胜罗伯森·康西卡奥（巴西）19–18 - 胜非扎利德恩·盖布纳扎洛夫（乌兹别克斯坦）18–10 - 胜多梅尼科·瓦伦蒂诺（意大利）17–11 - 胜雅斯尼尔·托雷多·洛佩兹（古巴）17–12 2006年 - 胜德雷尼克·吉泽拉延（亚美尼亚）34–14 - 胜瑟盖·沃多甫雅诺夫（俄罗斯）37–17 - 胜安德鲁·塞尔比（威尔士）裁判停止比赛 - 胜拉希姆·纳贾弗夫（阿塞拜疆）裁判停止比赛 - 胜阿尔伯特·波图昂多（古巴）裁判停止比赛 3 | 2008年 - 胜阿尔伯特·萨利莫夫（俄罗斯）14–7 - 胜巴霍迪尔扬·苏尔丹诺夫（乌兹别克斯坦）13–1 - 胜李洋（中国）12–3 - 胜亚库普·基利希（（土耳其）10–1 - 胜凯达非·德杰克希尔（法国）9–1 裁判停止比赛 1(2:51) 2012年 - 第一轮没有对手 - 胜威灵顿·阿里亚斯·罗梅洛（多明尼加）15–3 - 胜费利克斯·贝尔德霍·桑契斯（波多黎各）14–9 - 胜雅斯尼尔·托雷多·洛佩兹（古巴）14 - 11 - 胜韩淳哲（大韩民国）19–9 2008年 - 胜弗拉基米尔· 尼基福罗夫（爱沙尼亚）10–0 - 胜大卫·奥利弗·乔伊斯（爱尔兰）10–2 - 胜希沙姆·兹欧迪（法国）2–1 - 胜阿莱克·阿莫巴托夫（俄罗斯）7–1 2004年 - 胜康斯坦丁·帕拉斯齐夫（罗马尼亚）23–8 - 胜埃德加拉斯·策玛伊提斯（立陶宛）裁判停止比赛 - 胜山姆维尔·巴尔赛扬（亚美尼亚）裁判停止比赛 2 - 胜法利德·亚列克辛（俄罗斯）34–12 |

## 世界拳击联赛
2013年1月到5月间，也就是洛马琴科正式转为职业拳击手之间，他曾经参加世界拳击联赛的轻量级比赛。虽然洛马琴科只参加了这个系列中的六次比赛，后来有人认为这些比赛应该规算到洛马琴科的职业比赛记录里。理由是世界拳击联赛按照法律规定是职业拳击，它使用的头盔和10分制计分规则都是职业拳击组织规定的。这些组织也给拳击手、组织者和官方人员发相应的证件。

## 职业生涯

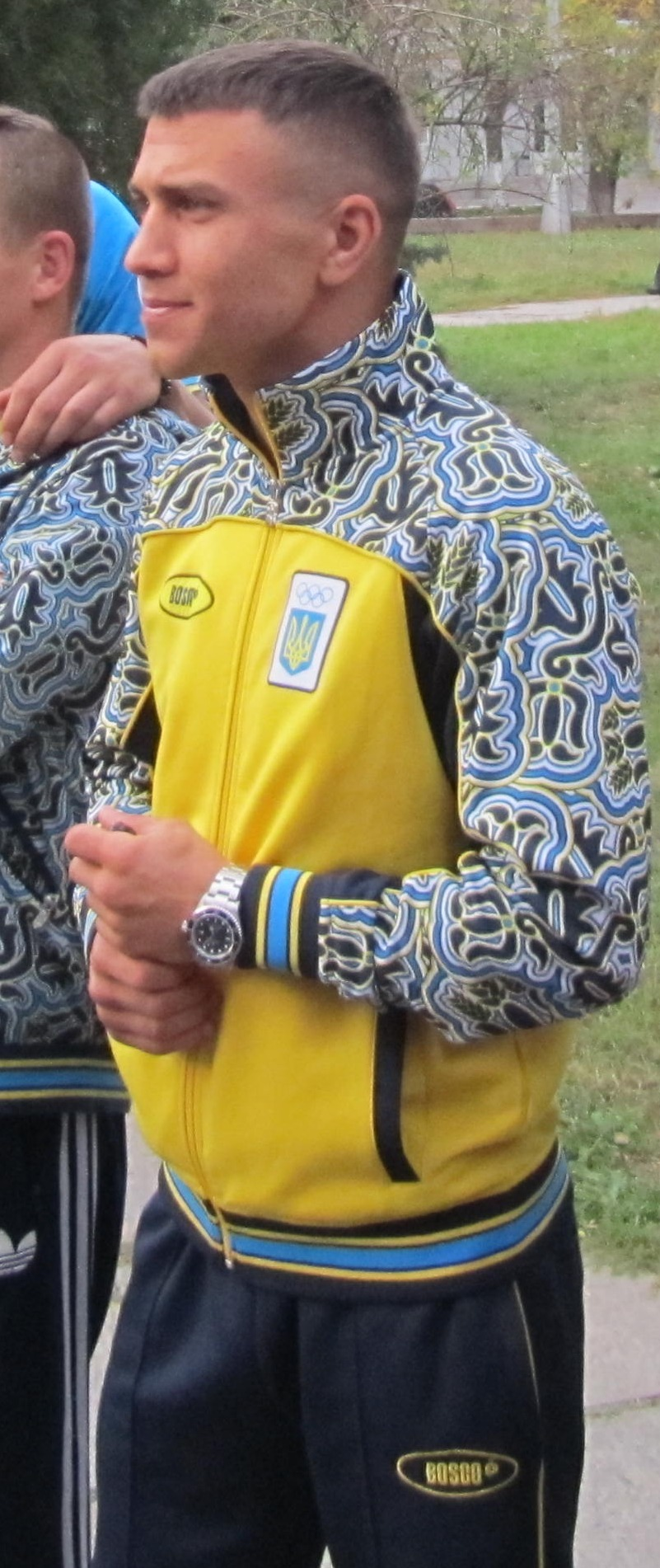
瓦西里·阿纳托利約维奇·洛马琴科

### 羽量级
赢得第二枚奥运会金牌后洛马琴科觉得转为职业拳击手。他与一些组织公司谈判后与Top Rank签订合同。2013年10月12日洛马琴科在美国首次参加职业比赛。这场比赛是提摩西·布蘭德利对胡安·曼努埃爾·馬奎茲的前赛，洛马琴科在第4轮击倒墨西哥拳手何塞·拉米雷斯获胜。

#### 洛马琴科对萨利多
洛马琴科试图在第二场比赛就赢得世界冠军称号，打破盛塞·芒素林的记录。盛塞·芒素林在1975年在他的第三场比赛上获得青少年沉量级世界冠军称号。他向奥兰多·萨利多挑战世界拳击组织的羽量级冠军头衔。萨利多体重增高到哦128.25磅，超过了126磅的界限，因此这个头衔就空出来了。在比赛当夜他补水到147磅，这是沉量级的上限。由于条约里没有对补水做规定因此这不犯规。比赛于2014年3月1日在得克萨斯州圣安东尼奥阿拉莫穹顶进行，7323人观看比赛。洛马琴科在这场比赛里挣63.1万美元，这是他的第二笔职业收入。
在大多数时间里洛马琴科似乎在躲避萨利多的进攻。萨利多利用这些机会。到后半场时洛马琴科才开始发动攻势，他打伤萨利多，但是没有能够完全转换局势。三名评分员分成决定判定洛马琴科败给萨利多。两名评分员分别判萨利多以116-112和115-113赢，第三名评分员判洛马琴科以115-113赢。洛马琴科说这个结果公平。他接受对自己的批评，他没有像本来计划的那样从角落发动攻势，保证说他会从这个经验里学习，会更强地重返。许多拳击媒体报道批评比赛的裁判洛伦茨·科尔似乎忽视许多萨利多违规的打击，他好像也没有能够正确地指导该场比赛。

#### 洛马琴科对小拉塞尔
由于萨利多依然超重因此羽量级的拳王称号依然空缺。2014年3月20日世界拳击组织通知金童市场推广公司和Top Rank他们有30天时间来达成协议，让小加里·拉塞尔和洛马琴科比赛争夺空缺的羽量级拳王称号。世界拳击组织主席帕科·瓦尔卡塞尔在一次采访中说比赛最迟在2014年7月举行。赌坊里的数目为105.25万美元赌金童赢，105万美元赌Top Rank赢。洛马琴科可以抽成63.135万美元（60%），小拉塞尔可以抽成42.09万美元（40%）。金童总裁理查德·谢弗质疑洛马琴科的居住地。按照世界拳击组织的规定“假如比赛在一方的居住国、来源国或者国际国进行的话，当地的参赛者获得40%，他的对手获得60%的赌注。”谢弗说洛马琴科住在加州瑪瑞娜戴爾瑞。后来证明洛马琴科只是在训练期间在加州租了一套房子，他的长久居住地依然是乌克兰。
6月21日比赛在加州卡森尊嚴健康體育場举行。洛马琴科以12轮根据大多数决定击败小拉塞尔赢得空缺的羽量级拳王头衔。一名评分员判114-114平手，另外两名判洛马琴科以116-112赢。自始至终洛马琴科始终使用他的力量和速度来控制比赛。在后几轮洛马琴科开始越来越强地击中小拉塞尔。小拉塞尔的进攻只有10%打中目标，大多数没有击中或者被挡开。洛马琴科共出击597次，击中183次（31%），而小拉塞尔则一共出击806次，只击中83次。通过这次胜利洛马琴科与盛塞·芒素林一样成为唯一两名以最快速度获得职业拳王称号的拳击手，他们都在第三场职业比赛就获得了这个称号。57.8万观众观看这场比赛。

#### 洛马琴科对比里亚宾裕
洛马琴科的第一次捍卫称号的比赛是对泰国拳击手冲叻丹·比里亚宾裕。比赛于2014年11月22日在澳门威尼斯人金光綜藝館举行，是曼尼·帕奎奥对克里斯·阿尔捷里的前场，电视转播通过按次付费电视。比里亚宾裕的记录是胜52次，负一次。在他11年的生涯里他仅仅在2012年被克里斯·约翰一致公认战败。因此这场比赛看上去对洛马琴科不简单。洛马琴科轻而易举地击败他的对手，打伤对方数次，在第四轮最后击倒对方。从第7轮开始洛马琴科不再使用左手，后来证实他左手受伤。三名评分员一致给出120-107标志洛马琴科胜。洛马琴科出击1006次，击中368次（37%），比里亚宾裕出击501次，击中94次。

#### 洛马琴科对罗德里格斯
洛马琴科与比里亚宾裕比赛前就已经宣布胜家将与28岁的波多黎各拳击手加马利埃·罗德里格斯比赛。罗德里格斯战胜马丁·卡尔多纳获得挑战资格。比赛于2015年5月2日在美高梅大酒店花园体育馆举行，是弗洛伊德·美韋達對文尼·柏基奧的前赛。赛前罗德里格斯拥有从2010年开始17场比赛连续获胜的记录。他的最后一场不胜比赛是在2010年打平。赛前Top Rank宣布洛马琴科把合同延长5年。赛上洛马琴科于第9轮击昏罗德里格斯捍卫了他的拳王称号。罗德里格斯无法抵挡洛马琴科的速度和精确度。他两次失足，第一次在第7轮，第二次在第9轮。罗德里格斯在第5轮还犯规一次出手攻击对方下身。洛马琴科出击586次，击中227次（39%），罗德里格斯出击285次，击中55次（19%）。赛后洛马琴科通过一名翻译描述他的场上表现：“我主要是为粉丝们拳击，我很愉快。”Top Rank希望此后洛马琴科可以与当时世界拳击协会羽量级冠军尼古拉斯·沃尔特斯举办一次联合赛。洛马琴科捍卫他的拳王称号获得75万美元奖金。

#### 洛马琴科对考斯查
洛马琴科的下一次比赛是对世界拳击组织第7名24岁的罗慕洛·考斯查。这场比赛是提摩西·布蘭德利对布兰登·里奥斯的前赛。比赛于2015年11月7日在内华达州天堂市曼德勒海灣度假村举行。他在这次比赛中完全占优势，最后在第10轮通过击倒结束了这场比赛。赛后洛马琴科被采访时说他想怎样做一个好的秀。“我很快活。假如我真的想击昏他的话我早就可以做到了。我很快乐，我知道最后我会打到他。我只是不知道是哪一击。”洛马琴科获得75万美元，他击中的次数比考斯查高出259次。统计数据显示洛马琴科在整个比赛中占优势。他出击717次，击中334次（47%）。考斯查一共出击607次，但是只击中75次（12%）。他获得3.5万美元。这次失败终止了考斯查连续4次胜利。他蒙受了他第一次大败。

### 超羽量级

#### 洛马琴科对马丁内斯
第三次卫冕成功后洛马琴科依然是世界拳击组织羽量级冠军，决定提高重量级向超羽量级冠军罗曼·马丁内斯挑战。比赛于2016年6月11日在麥迪遜廣場花園劇院举行。2015年4月马丁内斯在一场有争议的比赛中击败萨利多获得超羽量级冠军，此后在9月与萨利多打平。洛马琴科在第5轮击昏马丁内斯，成为最快获得两个重量级拳王的拳击手。依靠他极强的足功、手速和来自不同角度迅速的打击洛马琴科从一开始就占主动。统计说明洛马琴科击中87次，马丁内斯只有34次。赛后洛马琴科向奥兰多·萨利多挑战：“嗨萨利多，我随时准备和你打。这场比赛前我告诉他要他赢，但是我从来没有告诉他假如他不赢的话我不会去和他打。让我们来打。为了我的粉丝们我想要报复他，赢他一场。”洛马琴科获得85万美元。

#### 洛马琴科对沃尔特斯
虽然与沃尔特斯的比赛在年初未能进行，9月28日Top Rank确定洛马琴科将于11月26日在拉斯维加斯大都會酒店与30岁的尼古拉斯·沃尔特斯比赛捍卫他的超羽量级拳王称号。沃尔特斯至次为止还没有输过一场。此前谈判时沃尔特斯拒绝了55万美元的奖金，后来洛马琴科建议假如沃尔特斯赢得话他自己陶腰包给沃尔特斯30万奖金沃尔特斯依然拒绝。HBO支付了剩余沃尔特斯的奖金来使得这次比赛能够进行。这次比赛也是鲍勃·阿鲁姆第2000次组织的比赛，也是他作为拳击比赛组织者50周年庆祝。
在前6轮里洛马琴科打运动战，在第6轮里他的混合攻击使得沃尔特斯明显摇晃。第7轮结束后沃尔特斯告输，洛马琴科赢。沃尔特斯回到他的角落里后站起，走到裁判面前，两次重申他无法继续。沃尔特斯明显要头像，不会重返第7轮时场内有许多嘘声，指责他在拳台上不活跃。“听我说，假如此前我能够有机会和他比上两三场的话我肯定能够和他在完全不一样的情况下比赛，我可以击败他，但是今晚是他的时机……今年他和我打了三场。所以今天晚上属于他……没有话可说，他是一名极好的拳击手，和他比赛我学到许多，直到我第7轮决定结束比赛为止这是7轮漂亮的拳击。”
统计显示洛马琴科出击437次，击中114次（26%），沃尔特斯出击264次，击中49次（19%）。这是洛马琴科首次赚100万。赛后阿鲁姆说他计划与萨利多的再赛，然后与特里·弗拉纳根的轻量级冠军赛，然后与曼尼·帕奎奥的超级赛。在HBO有76.1万观众观看这次比赛。

#### 洛马琴科对索萨
2017年2月2日鲍勃·阿鲁姆与ESPN谈判。他未能达成协议与世界拳击协会冠军耶日里尔·科拉莱斯比赛，但是宣布洛马琴科的下一场比赛将在华盛顿哥伦比亚特区米高梅国家港举行，比赛对手是世界拳击协会羽量级冠军杰森·索萨。这将是索萨第三次捍卫他的第二个称号。但是2月16日他使得这个称号空缺。洛马琴科此时体重129.6磅。索萨体重130.4磅，他脱光了衣服上秤依然秤130.2磅，因此他限时减少多出来的体重。他后来恢复到允许的重量，正好秤130磅，因此可以争世界拳击组织的冠军称号。比赛的名称为HBO世界冠军赛。萨索的教练在第10轮让萨索撤出，洛马琴科第二次成功第保持他的冠军称号。赛场满座，一共2828人观看比赛，其中大多数是乌克兰人。这场比赛与洛马琴科上一场对沃尔特斯的比赛类似，当时也是沃尔特斯退出比赛。洛马琴科的速度使得他一轮一轮赢。索萨在第8轮躯干被击中时似乎受伤。
索萨是自萨利多以来针对洛马琴科击中率最高的对手。他出击286次，击中68次（24%）。洛马琴科出击696次，击中275次（40%）。索萨的教练解释为什么他决定退出比赛。“积累的打击太多了。我不想让杰森受伤。他退出。”洛马琴科在赢后说他将只参加超羽量级世界冠军赛，或者上升到轻量级。洛马琴科获得80万美元。在HBO最多时有88.6万观众观看了这场比赛，平均为83.2万人。这些数据显示自从他和沃尔特斯的比赛后越来越多的人在观看洛马琴科。

#### 洛马琴科对马里加
2017年6月30日Top Rank宣布洛马琴科将第3次捍卫他的世界拳击组织拳王地位，他的对手是哥伦比亚前羽量级拳王米格尔·马里加。马里加失去拳王地位后向上移到超羽量级。比赛于2017年8月5日在洛杉矶微软剧院举行，通过ESPN转播。Top Rank还说萨利多拒绝72万美元与洛马琴科再次比赛。即使谈判同意他要的钱后萨利多依然用其它原因如体重和手受伤拒绝。
比赛有4102名观众，从一开始洛马琴科就占据主动，马里加根本不是他的对手，被击倒两次，最后他的教练决定在第7轮结束后放弃。洛马琴科第三次捍卫他的拳王称号。马里加第一次被击倒是在第3轮结束时，洛马琴科左手直攻击中马里加，他失去平衡。马里加马上站起来，好像没有受伤。第4轮时两人无意相撞，洛马琴科左眼上方撞开一个伤口。第5轮里洛马琴科向裁判抗议说对方向他下身攻击以及用头撞他。第7轮里洛马琴科的打击加强，第2分钟59秒他再次击倒马里加。马里加在计数期间站起回到他的角落。裁判随后打手势表示比赛结束。虽然马里加回到他的角落，但是按照加州体育委员会的规则这是一个击昏胜利。洛马琴科赢得75万奖金，马里加获得5万。
赛后马里加赞扬洛马琴科：“他在整个比赛中占优势。我反击了一些不错的打击，但是无法获得我想要的结果。我想继续战斗，但是我的角落结束了战斗。基本上他用强力压倒我。”鲍勃·阿鲁姆也表达他对洛马琴科的赞美，把他与前世界重量级拳王和传说穆罕默德·阿里相比。阿鲁姆为阿里组织过27场比赛。他说：“我从未看到过这样的人。他不可思议。他不光有相应的知识，他的技巧也是我从来没有见到过的。迅速、反应、一切，而且他非常有意思。还有谁达到这个水平？穆罕默德·阿里。”在ESPN平均72.8万人观看比赛。从HBO转移到ESPN的原因是想使得洛马琴科更加为人所知，获得更多观众，但是与此前通过HBO转播的洛马琴科对索萨的比赛相比观众数量减少了10.4万。观众人数减少主要有两个原因，首先直播开始后电视台还更改了频道，其次是比赛的开始时间。

#### 洛马琴科对里贡多
8月6日阿鲁姆说2017年内洛马琴科还会再进行一次比赛，可能再12月9日或23日。有人问谁可能是对手，阿鲁姆回到道：“嗯，我们有几个获选入。里贡多，假如他回答我们的邀请的话。还有萨利多，他也在问，第三个是伯切尔特。”阿鲁姆也提到轻量级挑战者雷·贝尔特兰，不过也说贝尔特兰想要首先获得轻量级冠军，然后再挑战洛马琴科。萨利多告诉他的经理人他可以在12月和洛马琴科比赛。萨利多的经理人认为洛马琴科更加需要萨利多因为他希望提高电视收看率和希望能够在一个满座的万人运动场里比赛。8月14日阿鲁姆接受洛杉磯時報采访时确定要么里贡多要么萨利多将成为洛马琴科的下一个挑战者。他说假如对手是里贡多的话比赛很可能在麦迪逊广场花园进行，而假如对手是萨利多的话可能在洛杉矶进行。
8月21日阿鲁姆说洛马琴科和里贡多的人已经快完成12月9日比赛的谈判。两名对手中一名是两个重量级的世界冠军和两枚奥林匹克金牌获得者，另一名是超雏量级世界冠军和史上最有成效的业余拳击手之一。比赛的重量级为130磅。9月15日比赛被正式确实。同时也确定比赛的确将在麦迪逊广场花园进行，同时由ESPN转播。11月18日Top Rank透露条约里对补水有一条规定。两名参赛者都同意在比赛当天上午9点钟时他们的体重不超过138磅。超重的对手要交付1万美元以上的罚金。比赛之夜洛马琴科重137.4磅，里贡多重130磅。
麦迪逊广场花园的5102席观众席全部爆满，洛马琴科使用压倒性的拳击技巧迫使里贡多在第6轮后退出，捍卫了他的冠军称号。里贡多说他在第2轮折断了左手尖，所以他没有回来参加第7轮。里贡多成为洛马琴科连续第4名放弃的对手。这是里贡多自2003年以来第一次战败，当时他还是业余拳击手。比赛结束时所有三名评分员都评洛马琴科领先：60-53、59-54和59-54。
赛后采访时有人提到里贡多是6他连续第4名打得退出比赛的对手，他笑道：“也许我应该把我的名字改为‘诺-马斯-琴科’。”他继续说：“这不是他的重量级，因此这次胜利对我来说意义不大。但他是个好拳手。他的技巧非常高。我适应了他的风格，打下方等等。”里贡多通过翻译说：“我输了，没有借口。在第2轮我的左手尖受伤。他是一名非常技术性的拳手。他的爆发力强。我会重返，因为这是我的做法。在这次比赛里重量不是一个因素。主要因素是我的手受伤。”据统计洛马琴科出击339次，击中55次（16%），里贡多出击178次，击中15次（8%），平均每轮击中数量少于3次。洛马琴科获得1200万美元，里贡多获得40万。12月12日确定里贡多的手只是受伤，不像一开始说的那样骨折。ESPN转播有173万名观众，其中不包括其它电视台的转播和网上流媒体服务。

### 轻量级
2018年1月26日阿鲁姆向《洛杉矶时报》透露说洛马琴科的下次比赛将是轻量级。阿鲁姆说他无法实现对米格尔·伯切尔特和世界拳击协会冠军阿尔贝托·马查多的合并超羽量级比赛。这是洛马琴科上升的主要原因。

#### 洛马琴科对利纳雷斯
1月30日阿鲁姆告诉ESPN从2017年12月开始洛马琴科就在与世界拳击协会和《拳台》轻量级冠军乔奇·利纳雷斯谈判比赛。比赛的时间将是2018年4月28日或5月12日。比赛将通过ESPN转播。阿鲁姆希望比赛能过在2018年5月12日在麦迪逊广场花园进行。阿鲁姆解释这个日期的原因：“5月12日是ESPN节目表上非常重要的日期。他正好在篮球季后赛正中。”Top Rank通知金童市场推广公司这个日期。金童说他们期待这场比赛，但是5月12日对他们来说不是一个好日期因为他们这天已经有其它安排。HBO可能于当天重播根纳季·戈洛夫金对卡内洛·阿尔瓦雷斯的比赛和一场直播比赛。2月17日金童说比赛还没有被取消，但是阿鲁姆必须在日期上更加灵活哦，因为金童已经同意他要求比赛在纽约举行的条件了。3月13日《洛杉矶时报》确定双方就比赛条件达成协议。ESPN同意在东海岸时间下午8点钟播放该比赛，因此在HBO同日播放时间前，只有这样这个协议才能够达成。纽约市内的麦迪逊广场花园被确定为比赛场地。3月21日比赛被正式宣布。世界拳击组织告诉洛马琴科不论结果如何他可以在10天内决定他是否想回到超羽量级捍卫他的世界冠军称号，或者放弃这个称号。两名对手都重134.6磅。
共10429名观众在赛场观看了比赛。第6轮时洛马琴科被击倒但是能够及时站起。第10轮他打出一个完美的肝击，以技术击昏赢得世界拳击协会和《拳台》轻量级冠军称号。他成为最快（12次职业比赛后）赢得三个不同重量级拳王的拳击手，打破了杰夫·费内克此前20次职业比赛的记录。在前9轮里洛马琴科逐渐用快速攻击消耗利纳雷斯的体力，然后在第10轮结束战斗。利纳雷斯在计数期间慢慢站起，但是被击中过强无法继续比赛。裁判在第10轮2分钟8秒钟停止比赛。这次比赛结束了利纳雷斯13次不败的系列。比赛结束时一名评分员判洛马琴科86-84领先，另一名评利纳雷斯86-84领先，第三名评两人85-85平。赛后洛马琴科说：“这是一场伟大的比赛。那张[把我击倒的]右手是强大的一击。这样的事情发生了。我准备下几轮时我爸[和教练]对我说：‘你要针对他的躯干。’利纳雷斯是一个好伙伴，粉丝和所有人喜欢这次比赛。”利纳雷斯说把他打倒的那一击‘完美’。双方的组织人也互相祝贺并表示互相协作很愉快。据统计利纳雷斯出击739次，击中207次（28%），其中包括139次有力击中，共77次躯干击中。洛马琴科出击627次，击中213次（34%），其中包括112次刺戳。利纳雷斯获得100万美元，洛马琴科获得120万美元。平均102.4万人通过ESPN观看这场比赛。总共平均143.9万人观看比赛，最高观看人数为174.9万人，是2018年有线电视观看拳击人数最高的比赛。5月23日洛马琴科正式放弃超羽量级冠军称号。

#### 洛马琴科对佩德拉萨
阿鲁姆说洛马琴科在赢得世界拳击协会和《拳台》轻量级冠军后将于2018年8月25日在加州英格爾伍德論壇體育館捍卫他的称号。与世界拳击组织冠军雷·贝尔特兰进行统一比赛是一个可能性。洛马琴科放弃世界拳击组织称号后阿鲁姆说8月25日他不会比赛。后来说明在与利纳雷斯的比赛中洛马琴科右肩受伤。5月30日他在洛杉矶做手术。洛马琴科说他的肩膀在第2轮脱臼然后又回复。计划他于2018年12月重返。7月10日洛马琴科说他将于8月25日重返。但是7月31日他的经理人在ESPN+采访时说洛马琴科将于12月1日重返。他还说可能是对计划于8月25日雷·贝尔特兰对荷西·佩德拉萨比赛的胜者的统一赛。所有评分员都判佩德拉萨战胜贝尔特兰，赢得世界拳击组织冠军，然后准备与洛马琴科比赛。9月《拳台》宣布洛马琴科和佩德拉萨之间的统一赛将于2018年12月日在纽约麥迪遜廣場花園劇院进行。
这是洛马琴科首次作为职业拳手维护他的世界拳击协会轻量级冠军，而且还击败佩德拉萨赢得世界拳击组织冠军统一称号。赛场全部卖空，共5312名观众观看比赛。所有三名评分员都判洛马琴科胜利。三名评分员的裁判分别为119-117、117-109和117-109。比赛的前半部双方都在试探对方，做战术进攻，不过洛马琴科的打击更加清晰，获得更加多分数。中场时洛马琴科看上去领先，但是实际上双方还是非常靠近的。直到后半场比赛才开始生动起来。第10轮是佩德拉萨最强的一轮，他右手猛击到洛马琴科躯干上。随后他还能够打击几下洛马琴科的躯干。第11轮是洛马琴科最活跃的一轮，他从一开始就非常主动，一共有力地击中对方42次。该轮中段时洛马琴科用左手虚攻，然后用右手击中佩德拉萨躯干将他打倒。虽然他能够及时站起，但是在10秒钟后他躯干左部受击再次跌倒。佩德拉萨再次即时站起并支持到第11轮结束。最后一轮里佩德拉萨保持在洛马琴科的打击距离外。这次比赛结束了洛马琴科连续把4名对手打击到放弃比赛的序列。统计显示洛马琴科出击738次，击中240次（33%），佩德拉萨出击931次，击中111次（12%）。佩德拉萨刺戳506次，但是只击中31次。洛马琴科击中158次重击。
在赛后采访中洛马琴科赞扬佩德拉萨是一名坚韧智慧的拳手，这是为什么他未能迫使对方放弃。他补充说：“统一冠军是我的梦。我的目标。现在我能够专心对待下一章。”佩德拉萨对自己的表现表示满意，他也满意自己能够“对世界上最好的拳手战上12轮”。他认为到第11轮为止双方很接近。阿鲁姆说洛马琴科只像向前挑战，下一次比赛可能在2019年5月进行。平均201.3万人观看这场比赛，是2018年网上和有线电视观众第2高的拳击比赛。最高观众数达210万人。在ESPN直播中比赛平均又186.5万名观众。洛马琴科保证可以获得100万美元，实际获得200万美元，佩德拉萨保证可以获得35万美元，可能实际获得近100万美元。

#### 洛马琴科对克罗拉
洛马琴科战胜后一周内Top Rank的经理就宣布下一次比赛将于2019年4月12日在洛杉矶斯台普斯中心举行。它将是ESPN周五夜间的主赛。此时理查德·康密和伊萨·切涅耶夫已经决定争夺国际拳击联合会轻量级冠军称号，他们之间的赢者很可能会和洛马琴科。这将成为洛马琴科的第二次统一比赛。Top Rank希望能够和卢·迪贝拉谈定这件事，因为迪贝拉是2019年2月2日在德克萨斯弗利斯克福特中心康密和切涅耶夫比赛的组织人。2019年1月末洛马琴科对安东尼·克罗拉比赛的赌开赌日期被推迟到2月6日，最低赌注为15万美元。
康密战胜切涅耶夫成为国际拳击联合会轻量级冠军，但是在比赛中他的手受伤。他的经理人告诉Top Rank康密至少要养伤两个月。Top Rank因此开始为洛马琴科寻找新的对手。2月20日宣布洛马琴科将于2019年4月12日在洛杉矶斯台普斯中心捍卫他的世界拳击协会、世界拳击组织和《拳台》冠军称号。整个比赛及其前赛全部而且仅仅通过ESPN+直播，来庆祝该服务的一年周年日。一周后比赛正式宣布，此外还宣布了售票信息。这次比赛将是克罗拉第一次在美国比赛，此前他只在祖国英国外比赛过一次。据报道洛马琴科可以获得120万美元，但是被保证可以获得近320万美元。克罗拉的赌博比率为1：100认为他会赢。他可以从比赛中至少获得30万，不过由于英国的电视播放权会比30万多。
在10101名观众前洛马琴科在第4轮一开始的那一分钟就击败了克罗拉。一开始的两轮双方步伐沉着和比较有技术性。但是在第2轮里就已经明显洛马琴科开始压倒克罗拉了。在第3轮洛马琴科的优势非常明显，他迫使克罗拉在大部分时间里靠着拳台的边绳战斗。第3轮还剩下11秒钟的时候裁判突然中止洛马琴科的打击。一开始观众也以为裁判停止比赛，洛马琴科跳上拳台的围栏绳子庆祝。但是裁判立刻纠正了这个误解，迫使爬上拳台的专员离开，在第3轮结束前1秒钟恢复比赛，然后实际上又立刻停止比赛，因为轮的时间到了。在第3轮和第4轮间裁判解释说他实际上没有中止比赛，而是示意技术击倒——事实上他指，同时说“倒”。他解释说他认为克罗拉假如没有边绳的支持的话不能再站立了，因此他战立是依靠边绳的帮助。而这违反拳击的规则：在整个比赛过程中拳手不能够依靠外部支持，因此这个规则支持裁判的决定：这是一个很少被使用的技术击倒。因此克罗拉继续第4轮，他试图主动，但是在第52秒被洛马琴科右弯打中太阳穴跌倒。克罗拉脸朝下跌落在拳台上，无法及时站起。裁判员数了大约3、4秒后判比赛结束，洛马琴科获胜，捍卫了他的腰带。赛后克罗拉不能参加赛后采访，但是决定不立刻去医院。据统计洛马琴科出击249次，击中72次（29%），克罗拉出击96次，击中12次（13%），其中包括7次重击，而洛马琴科则击中58次重击。
在赛后采访重洛马琴科说裁判很明显要结束比赛，他当时背向洛马琴科，面对克罗拉的样子是要保护他。

#### 洛马琴科对坎贝尔
2019年8月31日洛马琴科在伦敦O2體育館面对和他一起在2012年奥林匹克运动会上获得金牌的卢克·坎贝尔。场内1.8万观众席全部售空。三名评分员一致评洛马琴科获胜，这样他捍卫了世界拳击协会、世界拳击组织和《拳台》轻量级冠军称号，而且还获得了空缺的世界拳击理事会轻量级冠军。他状况很强，两名评分员判他119-108，一名评118-109赢。虽然坎贝尔被看作非常弱者但是他开始得很好，并且赢得第1轮。洛马琴科此后恢复了他以往的力量，第5轮他几乎击倒坎贝尔，但是此时轮结束的铃声响了。坎贝尔在第6轮里遭到更多打击，但是他也回击，这一轮竞争非常精彩。在第11轮里洛马琴科击中坎贝尔躯干数次后用一个刺戳打倒坎贝尔。坎贝尔及时站起并支撑到轮和比赛结束。他的坚韧获得好评。在拳台上洛马琴科接受采访时向理查德·康密对泰欧菲默·洛佩兹比赛的赢者进行统一赛挑战，这两个人将在12月竞争国际拳击联合会冠军。

#### 洛马琴科对洛佩兹
2020年9月洛马琴科同意与新加冕的国际拳击联合会拳王洛佩兹比赛。比赛地点是内华达天堂市美高梅大酒店，比赛日期是2020年10月17日。比赛没有观众，洛马琴科蒙受职业拳手生涯上的第二次失败。三名评分员的评分分别为116-112、117-111和119-109，全部评洛马琴科输。其中119-109的评判判洛马琴科只赢了一轮，遭到很大的争议。前7轮里洛佩兹保持距离，使用刺戳打击洛马琴科的躯干，而洛马琴科对此没有对策。在后半场更加主动，击中的次数也提高。最后一轮里洛佩兹出击98次，击中50次（51%），是洛马琴科所有对手击中率最高的一轮。据统计洛马琴科出击321次，击中141次（44%），洛佩兹出击659次，击中183次（28%）。

## 个人生活
洛马琴科已婚，有两个孩子。2019年时（至少从2016年开始）他住在美国加州卡马里奥，在附近的奥克斯纳德锻炼，两处均在洛杉矶北。
洛马琴科躯干上纹身的头像是他父亲和教练阿纳托里·洛马琴科。

## 拳击风格
洛马琴科尤其以他出色的腿功和交换姿势的能力著称。他的榜样包括穆罕默德·阿里、迈克·泰森和小罗伊·琼斯。